# Жовтушник український
Жовтушник український (Erysimum ucranicum) — вид рослин із родини капустяних (Brassicaceae), що росте в Україні й Росії.

## Біоморфологічна характеристика
Це дворічна трава 20–50 см заввишки. Рослина білувато притиснено запушена 2-, 3-роздільними волосками. Стебло галузисте. Листки лінійно-ланцетні або лінійні, сидячі, цілокраї. Квітки досить великі, жовті, зібрані у видовжену китицю. Стручки трохи горбкуваті (від насіння), 2–7 см завдовжки, загострені в тонкий стовпчик. Період цвітіння: липень і серпень; період плодоношення: серпень і вересень.

## Середовище проживання
Ендемік сходу України й південного заходу Росії.
В Україні вид зростає на крейдяних оголеннях у Луганській обл. (м. Старобільськ, Біловодськ), Харківській обл. (по р. Оскол) і на півночі Донецької обл..

## Загрози й охорона
У ЧКУ має статус «вразливий»; охороняється в Луганському ПЗ (відділення «Стрільцівський степ») та НПП «Святі гори». Загроза: руйнування місць зростання внаслідок господарської діяльності.